# Зейдервелд
Зейдервелд (нидерл. Zijderveld) — деревня в голландской провинции Утрехт. Она расположена примерно в 6 км к северо-востоку от Лердама, в муниципалитете Вейфхеренланден.
Впервые деревня упоминается в 1282 году как Зейтвендервелт (нидерл. Zijtwendervelt), и означает «поле у боковой дамбы». Голландская реформатская церковь, расположенная здесь, датируется XV веком и была перестроена в 1830 году. В 1840 году в деревне проживало 532 человека.

## Галерея

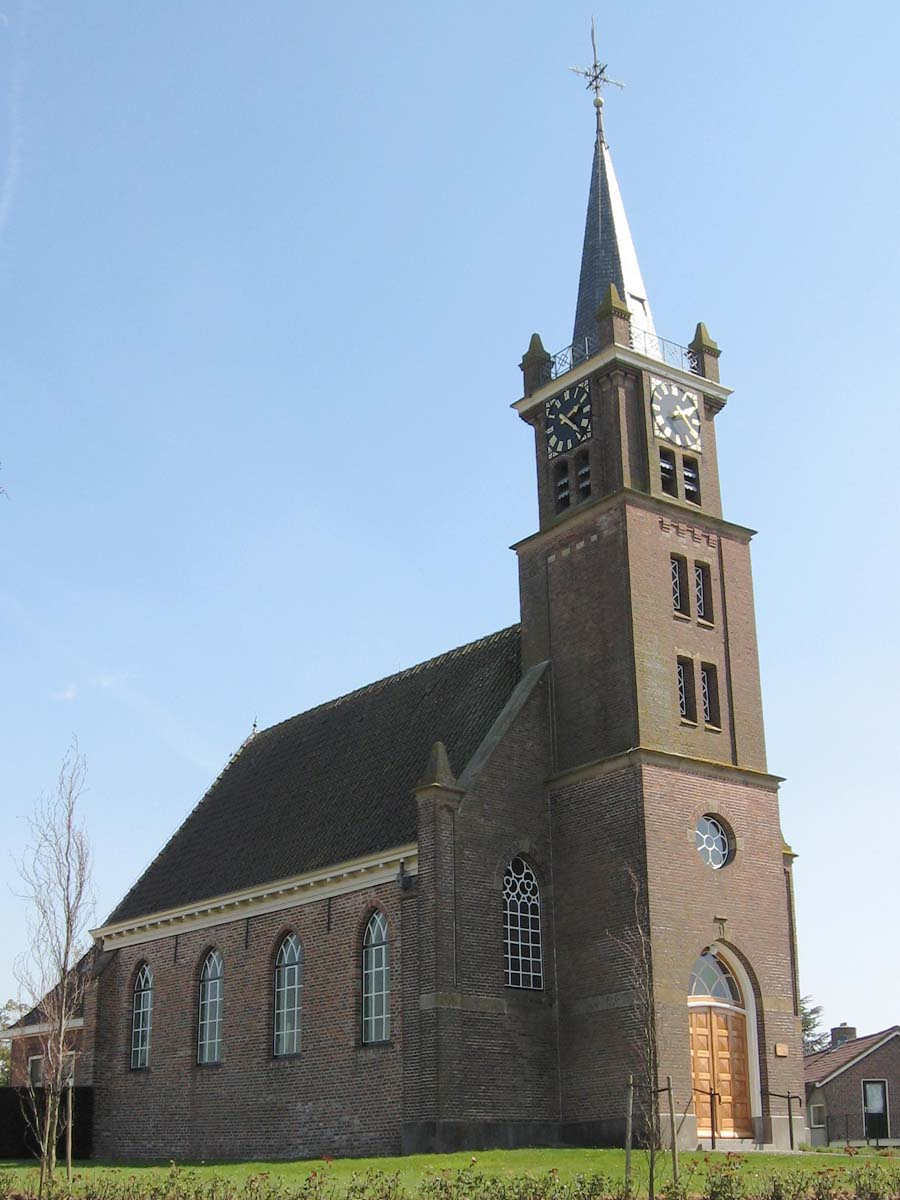
Церковь в Зейдервелде
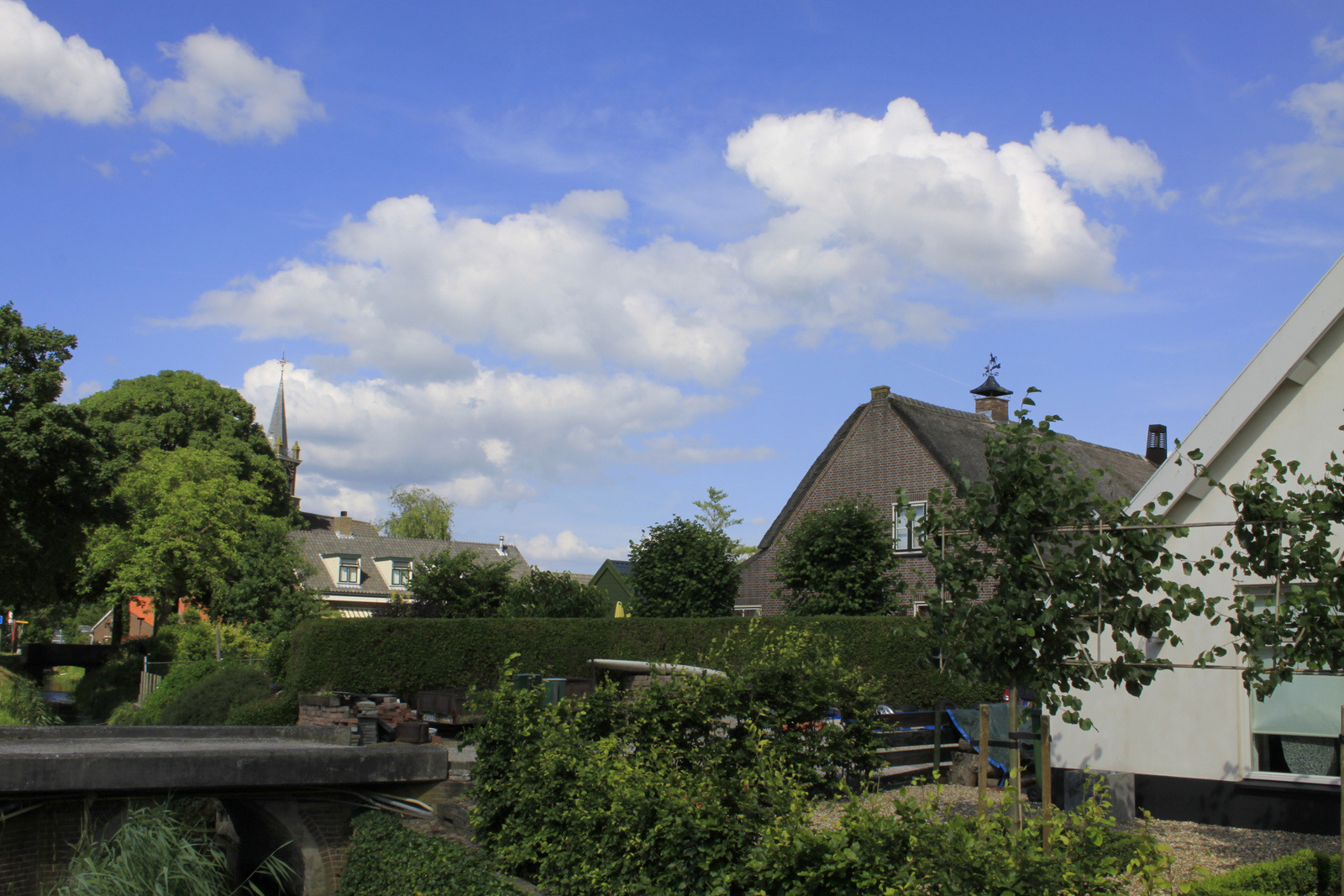
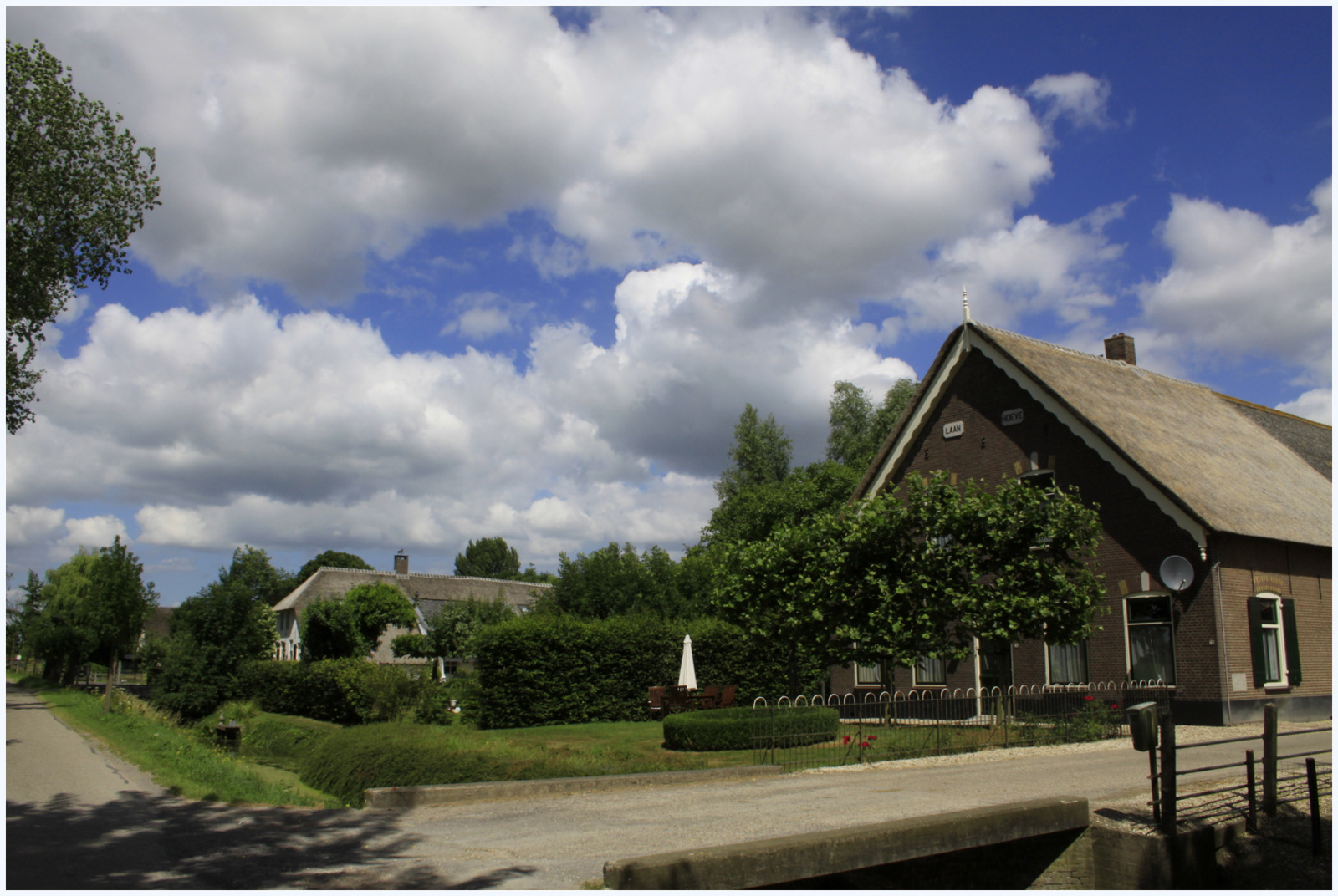
Ферма в Зейдервелде